# La Chapelle-d'Aurec
 La Chapelle-d'Aurec  es una población y comuna francesa, situada en la región de Auvernia, departamento de Alto Loira, en el distrito de Yssingeaux y cantón de Monistrol-sur-Loire.

## Demografía
| 260 | 243 | 252 | 311 | 406 | 626 |
| Para los censos de 1962 a 1999 la población legal corresponde a la población sin duplicidades (Fuente: INSEE [Consultar]) |     |     |     |     |     |